# Верхняя Калифорния
Верхняя Калифорния (исп. Alta California) — испанская колония, образованная в 1804 году в результате разделения Калифорний (части Новой Испании) на францисканскую (северную, «верхнюю») и доминиканскую (южную, «нижнюю») части. Верхняя Калифорния включала территорию нынешних американских штатов Калифорния, Невада, Юта, север штата Аризона и юго-запад штата Вайоминг.

## История
После приобретения Мексикой независимости стала её территорией и департаментом.
В результате американо-мексиканской войны 1846—1848 годов, по договору Гвадалупе-Идальго Верхняя Калифорния отошла к США, и ею стали управлять военные губернаторы. Президент Джеймс Полк попытался в 1848 и 1849 годах провести через Конгресс закон о придании Верхней Калифорнии статуса территории, но не преуспел в этом из-за спора о том, сколько в стране должно быть рабовладельческих штатов и сколько — нерабовладельческих. В итоге жители западной части Верхней Калифорнии самостоятельно избрали правительство, написали Конституцию, и в 1849 году подали заявку на вступление в состав США в качестве штата. В итоге был принят компромисс 1850 года, и Калифорния стала 31-м штатом США; оставшаяся часть Верхней Калифорнии вошла в состав США как Территория Юта.